# Bonatea undilinea
Bonatea undilinea är en fjärilsart som beskrevs av Paul Dognin 1902. Bonatea undilinea ingår i släktet Bonatea och familjen mätare. Inga underarter finns listade i Catalogue of Life.